# Johann Peter Pichler
Johann Peter Pichler, znany także jako Johann Baptist Pichler (ur. ok. 13 maja 1765 w Bolzano, zm. 18 marca 1807 w Wiedniu) – austriacki miedziorytnik i portrecista. Specjalizował się w technice mezzotinty.

## Życiorys
Kształcił się w Akademii Sztuk Pięknych w Wiedniu oraz na założonej w 1768 cesarsko-królewskiej akademii rysunku i miedziorytnictwa u Jacoba Matthiasa Schmutzera (1733–1811) i Johanna Jacobégo (1733–1797).
Po ukończeniu studiów zamieszkał w Dreźnie, gdzie na zlecenie księcia Leopolda III von Anhalt-Dessau sporządził dla utworzonego w Dessau Towarzystwa Chalkograficznego wiele płyt miedziorytniczych, wzorowanych na obrazach z galerii w Brunszwiku, Dreźnie i Dessau, sprawując jednocześnie stanowisko profesora miedziorytnictwa w tymże towarzystwie. Po powrocie do Wiednia ożenił się z córką swojego mistrza Jacobégo. Wskutek nadużycia trunków zmarł w 42 roku życia, pozostawiając w nędzy wdowę z nieletnim synem.
Jego mezzotinty wyróżniają się bogactwem światłocienia. Oprócz dzieł własnych opracowywał w technice mezzotinty kopie obrazów znanych mistrzów, wśród nich Rembrandta i Rubensa. Wykonał m.in. portret króla Stanisława Augusta Poniatowskiego.

## Galeria

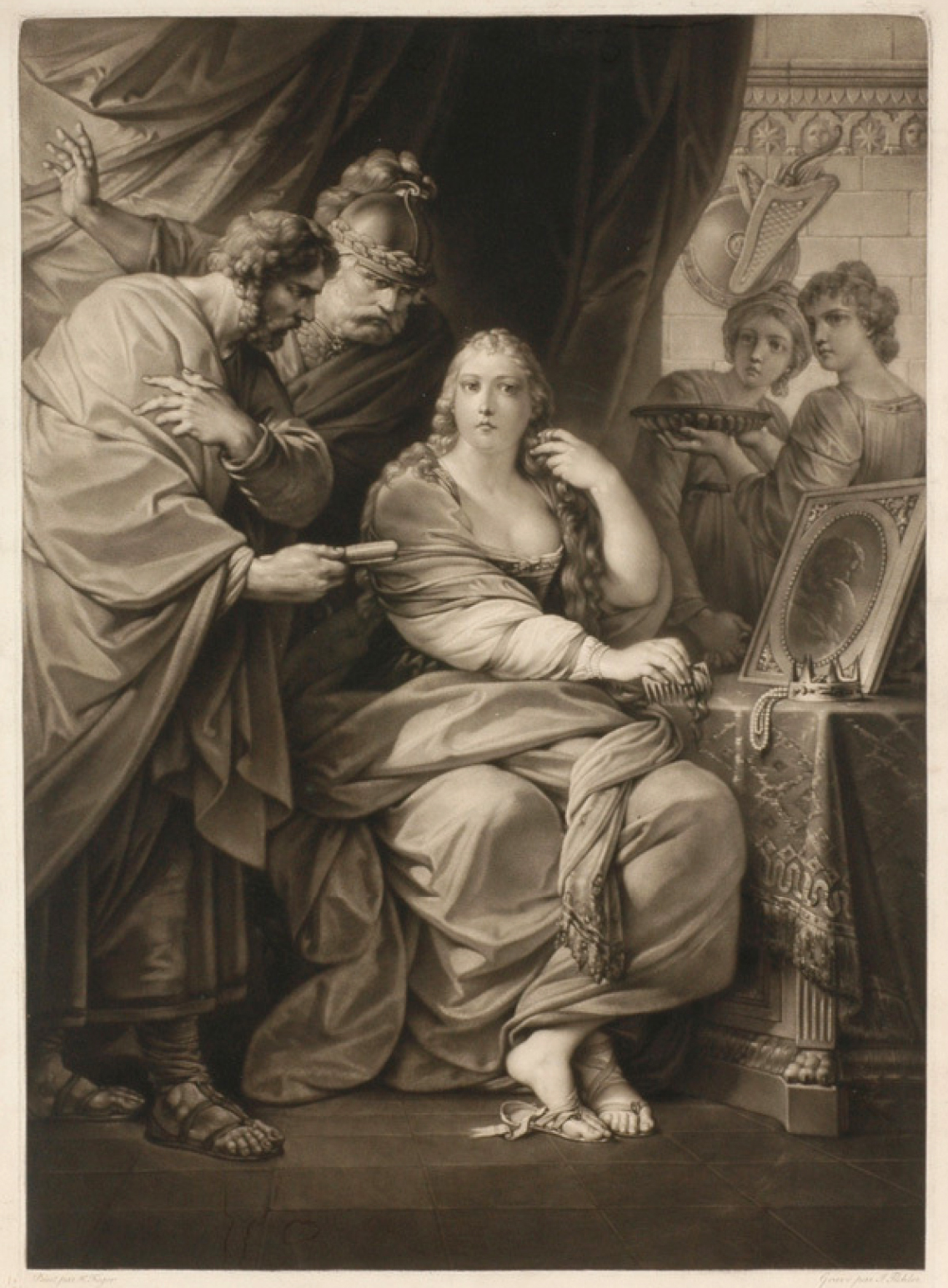
Kleopatra wg Heinricha Friedricha Fügera
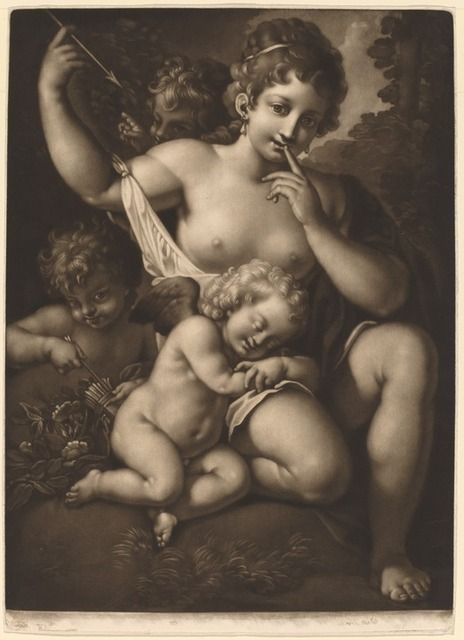
Wenus i Amor
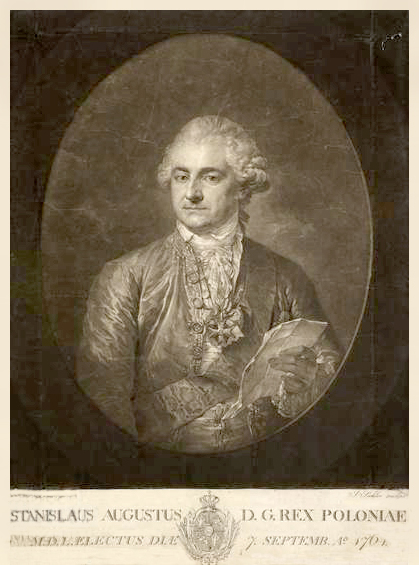
Król Stanisław August Poniatowski
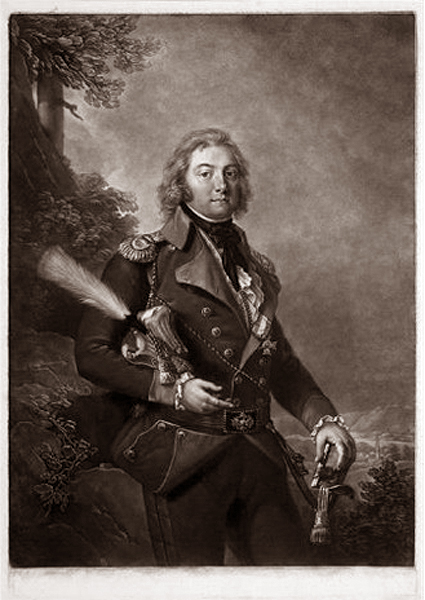
Karl von Schwarzenberg wg Friedricha Oelenhainza
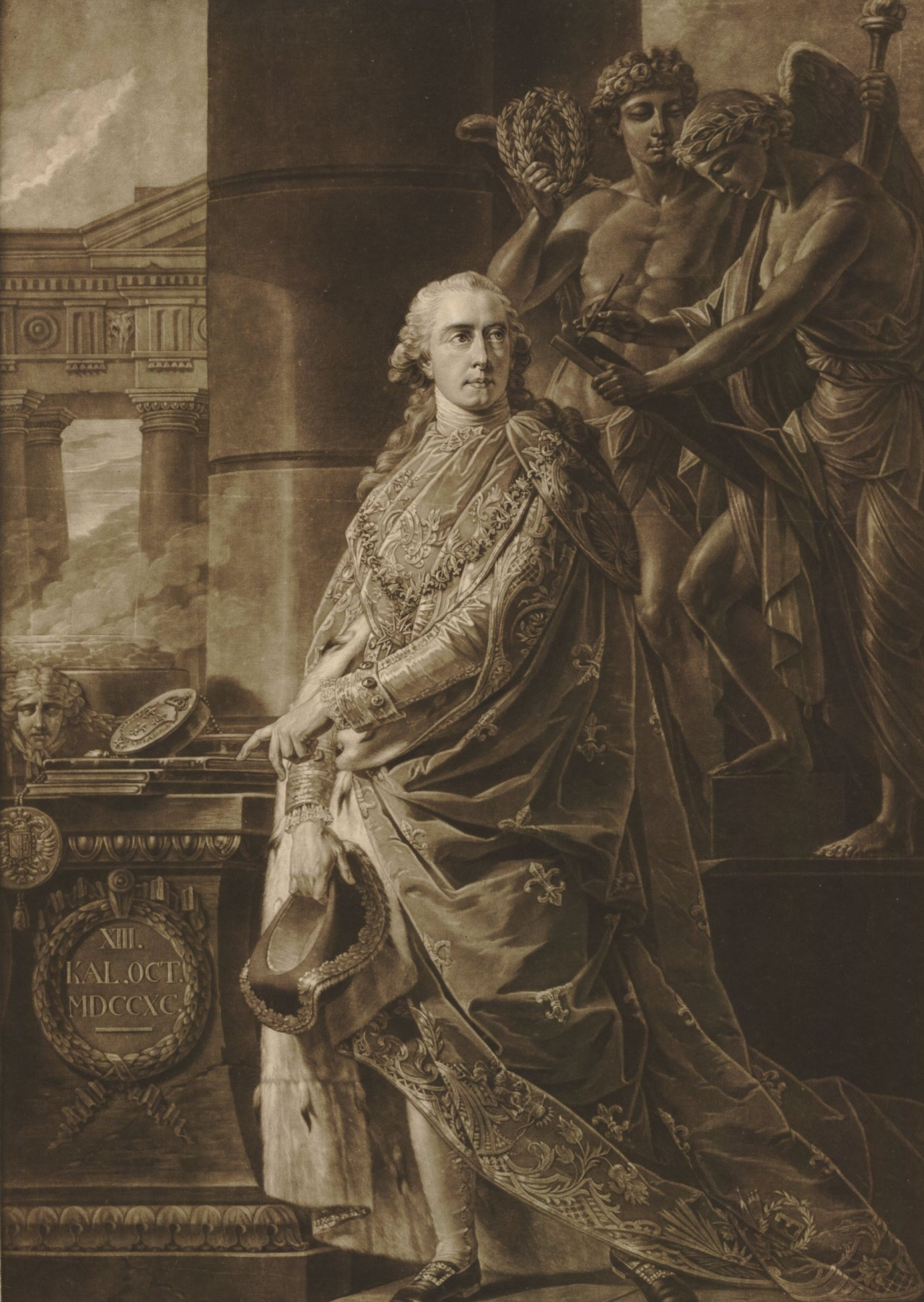
Portret arystokraty (prawdopodobnie Emmanuel Marie Louis, markiz de Noailles, 1743–1822)
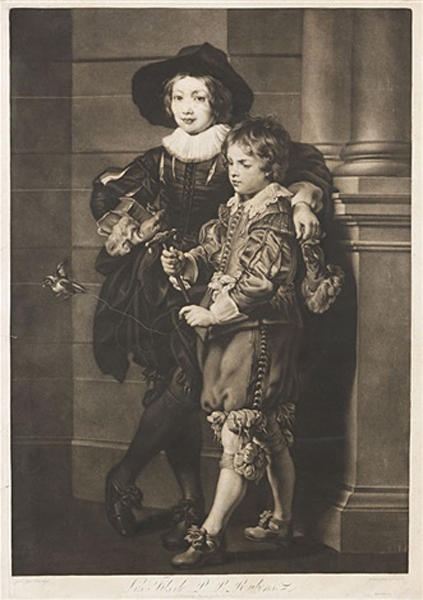
Dzieci Petera Paula Rubensa